# Sundamys muelleri
Il ratto gigante di Müller (Sundamys muelleri  Jentink, 1879) è un roditore della famiglia dei Muridi diffuso dell'Ecozona orientale.

## Descrizione

### Dimensioni
Roditore di grandi dimensioni, con la lunghezza della testa e del corpo tra 165 e 245 mm, la lunghezza della coda tra 155 e 370 mm, la lunghezza del piede tra 37 e 55 mm, la lunghezza delle orecchie tra 20 e 27 mm e un peso fino a 470 g.

### Aspetto
La pelliccia è densa e leggermente ruvida, ma non spinosa. Le parti superiori sono bruno fulve scure, più scure lungo la schiena e cosparse di peli nerastri, mentre le parti ventrali variano dal bianco al giallastro. La linea di demarcazione lungo i fianchi è netta. Le orecchie sono piccole, rotonde e marroni scure. Le parti dorsali delle zampe sono marroni. Gli artigli sono privi di pigmento. La coda è più lunga della testa e del corpo, è uniformemente marrone scura ed è rivestita da 9-12 anelli di scaglie per centimetro. Il cariotipo è 2n=42 FN=59-62.

## Biologia

### Comportamento
È una specie terricola e notturna. Si rifugia durante il giorno in tane sotto tronchi caduti, in buche nel terreno o tra le radici superficiali degli alberi. Diventa attiva in tarda serata o al tramonto, sebbene occasionalmente sia stata osservata durante il giorno. Il raggio d'azione è di circa 409 metri.

### Alimentazione
Si nutre di insetti, frutta, foglie, germogli ed altre parti vegetali, granchi e lumache.

### Riproduzione
Le femmine danno alla luce 1-9 piccoli alla volta in nidi costruiti al suolo o su piccoli rilievi. Si riproducono tutto l'anno con picchi tra luglio e settembre e minimi tra gennaio e marzo. L'aspettativa di vita in natura raggiunge i 10 mesi, mentre in cattività possono vivere per più di 2 anni.

## Distribuzione e habitat
Questa specie è diffusa nella Penisola Malese, Sumatra, Borneo, Filippine ed alcune isole vicine.
Vive nelle foreste primarie e secondarie di pianura fino a 1.650 metri di altitudine. Si trova spesso lungo i corsi d'acqua e preferisce ambienti umidi.

## Tassonomia
Sono state riconosciute 2 sottospecie:
- S.m.muelleri: Sumatra, Isole Riau: Karimun, Kundur, Moro Besar, Sugibawa, Sugi, Chombol, Setoko, Batam, Saun, Sebang, Batong; Isole Lingga: Lingga; Bangka, lungo la costa sud-orientale di Sumatra; Isole Banyak: Tuangku, Bangkaru; Mansalar, lungo la costa centro-occidentale di Sumatra; Isole Batu: Pini, Tanahmasa, Tanahbala; Borneo, Balembangan, lungo la costa settentrionale del Borneo; Sebuku, lungo la costa sud-orientale del Borneo; Lamukutan, lungo la costa occidentale del Borneo; Isole Natuna: Bunguran, Serasan; Isole Filippine: Balabac, Busuanga, Culion e Palawan.
- S.m.validus (Miller, 1900): Tenasserim meridionale, Thailandia meridionale, Penisola malese, Isole Anambas: Siantan.

## Conservazione
La IUCN Red List, considerato il vasto areale, la popolazione numerosa e la presenza in diverse aree protette, classifica S.muelleri come specie a rischio minimo (LC).